# Szkoła (oświata)
Ten artykuł należy dopracować:

przedstawiono sytuację tylko z polskiej perspektywy – artykuł powinien być przekrojowy.
Pomóż go poprawić. Na stronie dyskusji mogą znajdywać się pomocne komentarze.

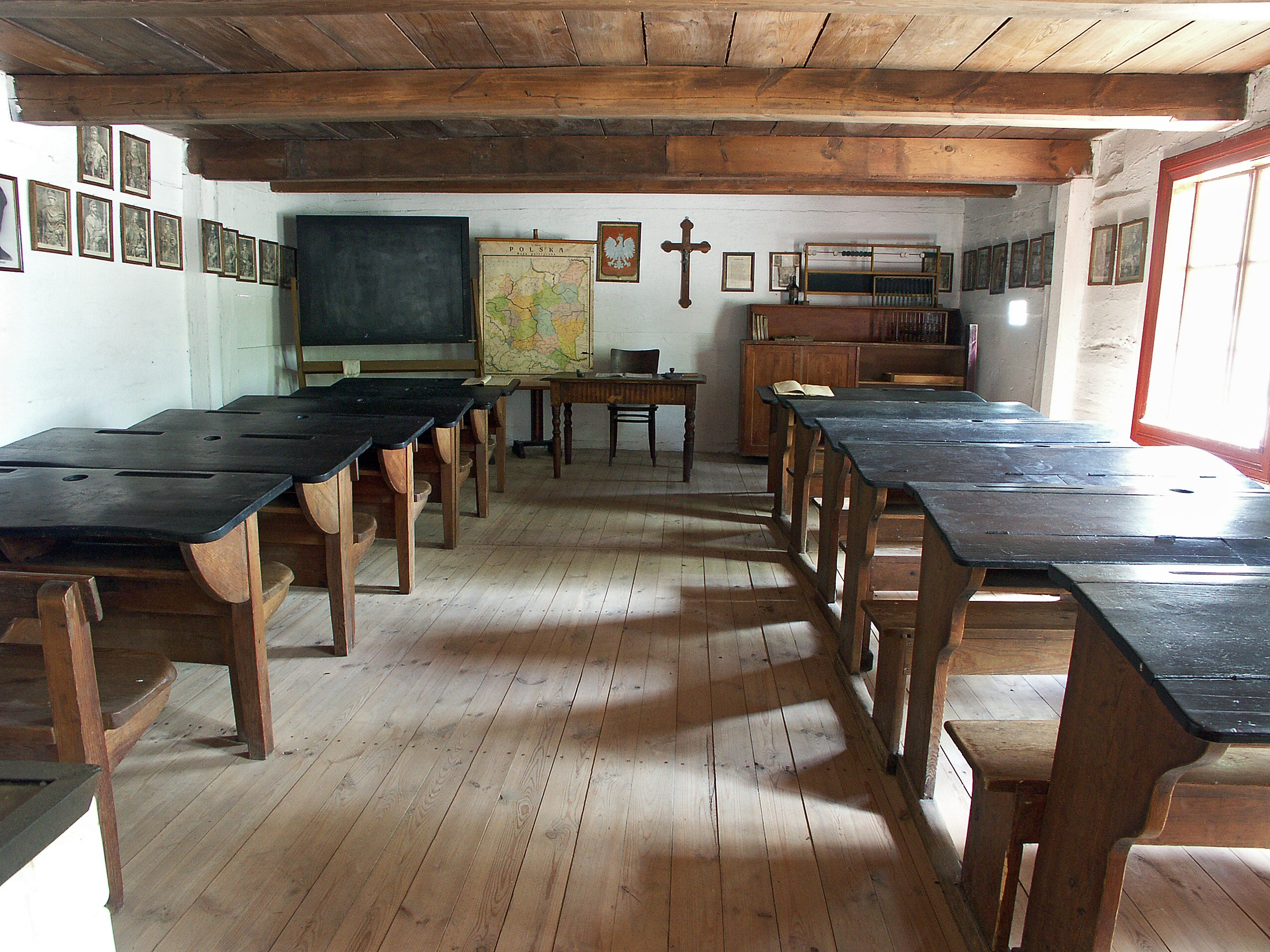
Sala lekcyjna w skansenie wsi łowickiej w Maurzycach

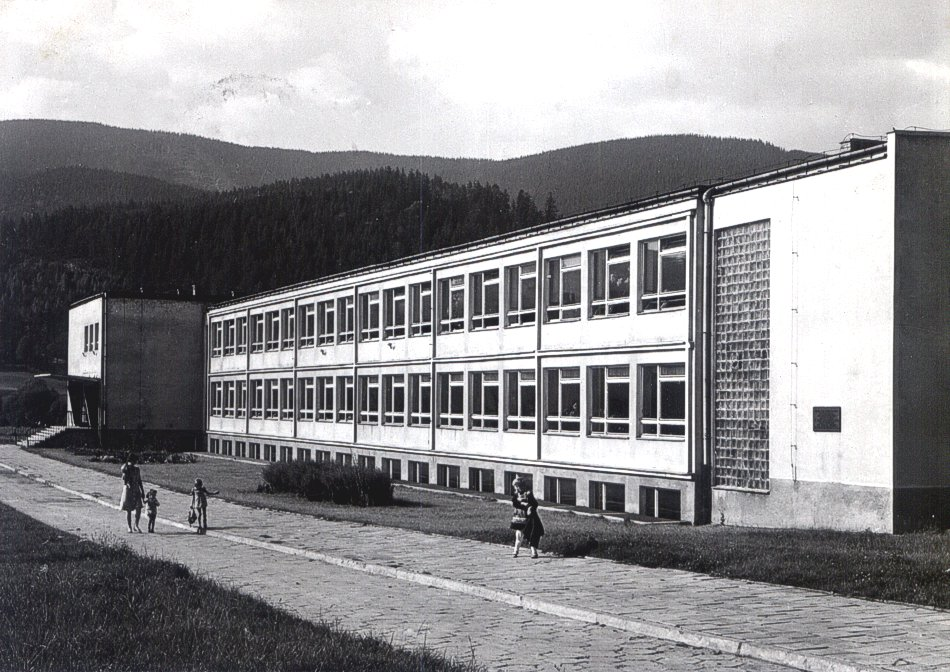
Szkoła tysiąclecia w Węgierskiej Górce (1973)

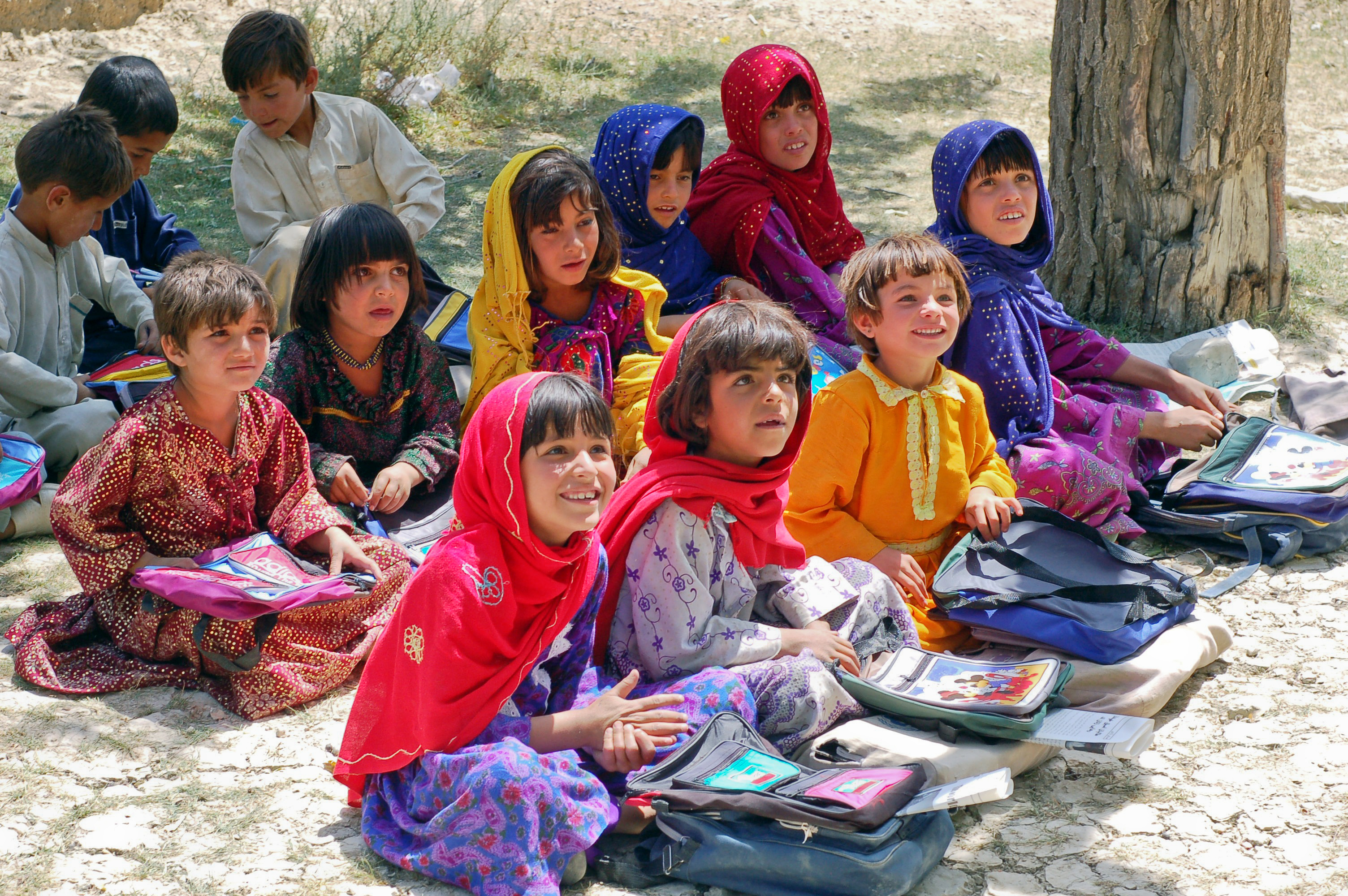
Szkoła na świeżym powietrzu w Afganistanie (2007)

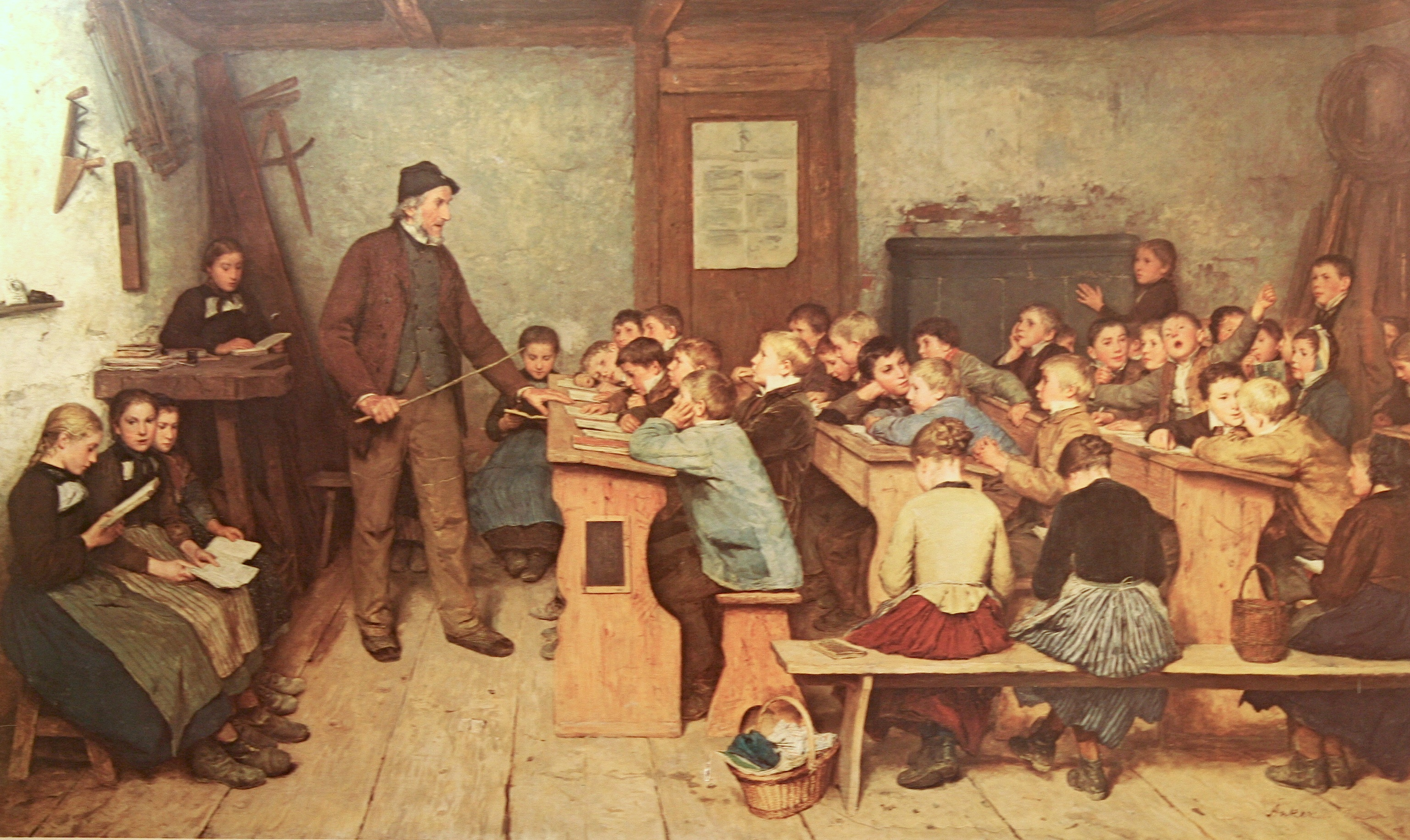
Obraz autorstwa Alberta Ankera (1896)

Szkoła (łac. schola, scola, z stgr. σχολή, skholē) – instytucja oświatowo-wychowawcza, zajmująca się kształceniem i wychowaniem w państwie, a także siedziba tej instytucji oraz jej uczniowie i personel, w tym nauczyciele.

## Etymologia wyrazu „szkoła”
Polski wyraz szkoła pochodzi od starogreckiego rzeczownika σχολή (skʰoˈlɛ:) – spokój, wolny czas przeznaczony na nauki i wywodzi się od łacińskiego wyrazu schola – czas wolny, odpoczynek.

## Rodzaje szkół w Polsce
Obecnie w Polsce wyróżnia się następujące typy szkół:
- szkoła podstawowa
- szkoła ponadpodstawowa

szkoły ponadpodstawowe formalne:
- liceum ogólnokształcące
- technikum
- szkoła branżowa I stopnia (dawniej zasadnicza szkoła zawodowa)

- szkoła branżowa II stopnia (dostępna dla tych, którzy ukończą branżową szkołę I stopnia)

szkoły ponadpodstawowe nieformalne:
- szkoła specjalna
- szkoła specjalna przysposabiająca do pracy (dla osób niepełnosprawnych umysłowo, którzy chcą zostać zatrudnieni)
- szkoła artystyczna:

- szkoła muzyczna I stopnia/ogólnokształcąca szkoła muzyczna I stopnia
- szkoła muzyczna II stopnia/ogólnokształcąca szkoła muzyczna II stopnia
- ogólnokształcąca szkoła sztuk pięknych
- liceum plastyczne
- ogólnokształcąca szkoła baletowa
- szkoła sztuki tańca
- szkoła sztuki cyrkowej

- po zakończeniu szkoły ponadpodstawowej następnie do wyboru:

- szkoła policealna (nie wymaga się uprzedniego zdania egzaminu maturalnego do przyjęcia)
- szkoła wyższa (przyjęcie możliwe po uprzednim zdaniu egzaminu maturalnego; nie podlega systemowi oświaty, lecz własnej regulacji o szkolnictwie wyższym)

W latach 1959–1972 w Polsce przeprowadzono program budowy blisko 1,5 tys. nowoczesnych szkół-pomników Tysiąclecia Państwa Polskiego, tzw. tysiąclatek.

## Organy szkolne
- Dyrektor szkoły
- Rada szkoły
- Rada pedagogiczna
- Rada rodziców
- Samorząd uczniowski

## Oceny szkolne w Polsce
Oceny szkolne – system oceniania postępów w nauce w szkołach.
| Nazwa          | Skrót      | Wartość liczbowa |
| -------------- | ---------- | ---------------- |
| niedostateczny | ndst/nd    | 1                |
| dopuszczający  | dop/dp/dps | 2                |
| dostateczny    | dst/dt     | 3                |
| dobry          | db         | 4                |
| bardzo dobry   | bdb/bd     | 5                |
| celujący       | cel        | 6                |

W praktyce szkolnej stosuje się oceny z symbolami + i -, niekiedy też z dwoma minusami: =. Dla przykładu ocena 4- (-4, słaba czwórka) jest słabsza od całej 4, ale lepsza niż 3+ (mocna trójka). Stosuje się ją, kiedy uczeń ma minimalną wiedzę, która jednak wystarcza na daną ocenę, tutaj dobrą. Ocen z plusami i minusami nie używa się jednak przy ocenianiu końcowym i rocznym, ze względu na to, że oceny te nie są wymienione w rozporządzeniu. Stosowanie ich w ocenianiu śródrocznym uzależnione jest od uregulowań w statucie szkoły, który ustala sposób oceniania bieżącego i śródrocznego.
W przeszłości, do lat 90 XX wieku, w polskich szkołach stosowany był węższy niż dziś system ocen, w którym ocenę niedostateczną oznaczano cyfrą 2, dostateczną jako 3, dobrą jako 4, a bardzo dobrą 5. Podobnie jak dziś stosowało się oceny ze znakami + i -, które nie używano w ocenach rocznych.

## Szkoły alternatywne
Szkoły alternatywne
| Alternatywa      | Szczegóły |
| ---------------- | --- |
| Daltońskie       | To koncepcja edukacyjna, która powstała na początku XX wieku, a jej autorką jest amerykańska nauczycielka Helen Parkhurst. Bardzo istotny jest świadomie zaplanowany czas, zilustrowany za pomocą specjalnych tablic, który pomaga dzieciom w rozplanowaniu tygodniowej pracy. Trzy główne filary planu daltońskiego to samodzielność, odpowiedzialność i współpraca w zespole.                         |
| Demokratyczne    | Pierwsza szkoła została założona w 1921 roku w Anglii. Zakłada, że dziecko, które ma możliwość swobodnego rozwoju, będzie chętnie pogłębiało to, co je naprawdę interesuje. W szkołach panuje demokracja, każdy uczeń ma jeden głos. Dzieci mają prawo decydować, czego chcą się uczyć i czy w danym momencie w ogóle chcą nauki.                                                                       |
| Gestalowskie     | Opiera się ona na założeniach psychologii gestalt, która zakłada, że istnienie 5 obszarów rozwoju człowieka: emocjonalny, społeczny, fizyczny, intelektualny i duchowy. Ważne w edukacji jest to, aby dbać o nie wszystkie. Dzień w szkole składa się z pracy indywidualnej, nauki na temat główny oraz pracy grupowej. Dzieci nie mają podziału na 45-minutowe lekcje, nie ma też typowych ławek       |
| Katolickie       | Szkoły realizują program systemowy, ale za podstawowy cel uważają wychowanie uczniów w duchu wartości chrześcijańskich. |
| Leśne            | Leśne przedszkola, a potem szkoły wymyślono w Skandynawii. Ideą tej edukacji jest kontakt z naturą. Dzieci większości czasu (nawet 80%) spędzają na zewnątrz – w lesie lub na specjalne dla nich przygotowanym terenie w mieście. |
| Montessori       | Pierwsze placówki Marii Montessori powstały na początku XX wieku we Włoszech. Doktor Montessori twierdziła, że każde dziecko ma swój własny, naturalny plan rozwoju. Dzieci w różnym wieku pracują niezależnie od siebie nad dowolnie wybranym zadaniem dydaktycznym. W tak zorganizowanym kształceniu najważniejsza jest indywidualna nauka dziecka oraz samodzielne poprawianie błędów.               |
| Waldorfskie      | Nazwa "waldorfska" pochodzi od pierwszej szkoły założonej w 1919 roku przy fabryce "Waldorf-Astoria” w Stuttgarcie. Rozwój emocjonalny i artystyczny jest równie istotny jak intelektualny. Przez pierwsze lata w szkole waldorfskiej dzieci są w dużej mierze pod opieką jednego nauczyciela – wychowawcy. W nauczaniu nie ma podziału na przedmioty, uczniowie pracują na zagadnieniach tematycznych. |
| Nauczanie domowe | Dzieci edukowane uczą się z pomocą i pod kierunkiem swoich opiekunów (w tym także rodziców). Nauka odbywa się nie tylko w domu. Bardzo często uzupełniana jest podróżami, zwiedzaniem, uprawianiem rozmaitych rodzajów hobby i sportów, uczestnictwem w dodatkowych zajęciach, kołach zainteresowań, drużynach harcerskich.                                                                             |

## Szkoła wiejska
Szkoła na obszarach wiejskich spostrzegana były przez socjologów jako instytucja odrębna od wiejskiej (chłopskiej wówczas) społeczności, zabierająca dzieci z porządku, do jakiego socjalizowała je rodzina i pokazująca inne możliwości, w rzeczywistości dostępne jednak tylko nielicznym. Chałasiński podkreślał, że szkoła nie uwzględnia realiów życia codziennego uczniów, natomiast typowa rodzina chłopska uznawała wymogi i oczekiwania szkoły za wtórne do potrzeb gospodarstwa. Szkoła była i jest instytucją łączącą społeczności wiejskie z państwem, przede wszystkim jest instytucją oddziaływania państwa na wiejskie społeczeństwo. Siła oddziaływania szkoły zależna była i jest od jej powszechności/dostępności, które w przeszłości ulegały znaczącym zmianom. Za zmianami, prowadzącymi do poszerzania instytucjonalizacji edukacji na wsi, kryły się także zmiany roli rodziny w tym procesie: publiczna szkoła „zawłaszczała” proces edukacji, eliminując z niego rodzinę z typowymi dla niej sposobami przekazywania wiedzy. Była dla niej konkurentem, nie tylko zabierając gospodarstwu siłę roboczą (co występowało jeszcze w latach 70.), ale także upowszechniając idee, które przyczyniały się nie tylko do modernizacji wsi, ale i do rozpadu jej tradycyjnych struktur. Ewolucja przebiegała tu od edukacji rodzinno-domowej do edukacji szkolnej. Z kolejnymi reformami zmieniał się zasięg terytorialny szkoły oraz jej struktury organizacyjne. Zmieniały się także postawy mieszkańców wsi wobec szkoły i nauczycieli. Zawsze była ona postrzegana jako ważna dla wsi instytucja, podnosząca jej walory, często integrowała mieszkańców i była ośrodkiem aktywności. Dlatego też z okazji kolejnych reform zawiązywały się ruchy mające na celu nie tylko budowę szkół, ale później – ich zachowanie, sprzeciwiające się ich planowanej likwidacji, powstawały komitety, dzięki którym w wielu wiejskich miejscowościach szkoły podstawowe działają jako jednostki niepubliczne. Badacze wskazują na rosnący w okresie po transformacji, także na wsi, poziom aspiracji edukacyjnych zarówno samych uczniów, jak i ich rodziców. Akceptacja wykształcenia jako szansy na osiągnięcie w przyszłości lepszej pozycji społecznej wiąże się z rosnącymi oczekiwaniami wobec szkoły i nauczycieli jako miejsca i osób, które powinny zapewnić uczniom warunki nauki oraz poziom nauczania pozwalający konkurować z innymi na wyższych poziomach kształcenia.
Obecnie miejsce szkoły i zasady jej formalnego włączenia w funkcjonowanie wiejskich społeczności są pochodną wielu czynników. Szkoła podlega pewnym regulacjom formalnym: z jednej strony właściwemu terytorialnie kuratorium oświaty; z drugiej – lokalnemu samorządowi, czyli w praktyce urzędowi gminy (wiejskiej, miejsko-wiejskiej, miejskiej). Samorząd odpowiedzialny jest za materialne (ekonomiczne) funkcjonowanie szkoły podstawowej. Ale miejsce szkoły w społeczności lokalnej określają także relacje z jej mieszkańcami. Pierwszą ich grupę stanowią uczniowie szkoły, drugą – rodzice uczniów, z którymi kontakty są zwyczajowo uregulowane (tzw. wywiadówki, korespondencja przez dzienniki, kontakty telefoniczne itd.), trzecią – relacje z innymi mieszkańcami wynikające z faktu pracy w danej szkole oraz – najczęściej – zamieszkania na terenie wsi/gminy i z udziału w życiu tej społeczności. Ponadto na szkołę trzeba spojrzeć jako na instytucję mającą własną wewnętrzną formalną i nieformalną strukturę. Tworzą ją dyrekcja szkoły, nauczyciele o różnym stażu – będący lub niebędący mieszkańcami wsi – oraz personel pomocniczy.